# Annay (Nièvre)
Annay település Franciaországban, Nièvre megyében. Lakosainak száma 345 fő (2022. január 1.). Annay Faverelles, Thou, Arquian, La Celle-sur-Loire és Neuvy-sur-Loire községekkel határos.

## Népesség
A település népességének változása:
| Lakosok száma | 340  | 340  | 345  | 339  | 339  | 340  | 344  | 347  | 345  |
|               | 2013 | 2015 | 2016 | 2017 | 2018 | 2019 | 2020 | 2021 | 2022 |